# Valerie Thomas
Valerie L. Thomas (Maryland, 8 febbraio 1943) è un'informatica statunitense, analista di dati e ricercatrice per la NASA, nota per aver inventato l'illusion transmitter, un dispositivo ottico da lei brevettato nel 1980.

## Biografia

### Formazione
Thomas è nata a Baltimora, nel Maryland. Si è diplomata al liceo nel 1961, durante l'era dell'integrazione. Ha frequentato la Morgan State University, dove era una delle due donne laureande in fisica. Thomas eccelleva nei suoi corsi di matematica e scienze alla Morgan State University, laureandosi in fisica con il massimo dei voti e la lode nel 1964.

### Carriera
Thomas ha iniziato a lavorare per la NASA come analista di dati nel 1964. Ha sviluppato sistemi di dati informatici in tempo reale per supportare i centri di controllo delle operazioni satellitari (1964-1970). Ha supervisionato la creazione del programma Landsat (1970–1981), diventando un'esperta internazionale nei prodotti di dati Landsat. La sua partecipazione a questo programma ha ampliato i lavori di altri ricercatori della NASA nel tentativo di poter visualizzare la Terra dallo spazio.
Nel 1974, Thomas ha guidato un team di circa 50 persone per il Large Area Crop Inventory Experiment (LACIE), uno sforzo congiunto con il Johnson Space Center della NASA, la National Oceanic and Atmospheric Administration (NOAA) ed il Dipartimento dell'Agricoltura degli Stati Uniti. Il progetto scientifico LACIE ha dimostrato per la prima volta la fattibilità dell'utilizzo della tecnologia spaziale per l'automatizzazione del processo di previsione della resa del grano su base mondiale.
Nel 1976 ha avuto un'ispirazione visitando una mostra nella quale era presentata una lampadina che sembrava accesa anche se era stata rimossa dal suo portalampada; l'illusione si basava sull'uso di un'altra lampadina e di specchi concavi. Curiosa di come gli specchi leggeri e concavi potessero essere usati nel suo lavoro alla NASA, ha iniziato la sua ricerca nel 1977. Ciò ha comportato la creazione di un esperimento in cui ha osservato come la posizione di uno specchio concavo influenzi l'oggetto reale che viene riflesso. Usando questa tecnologia, ha inventato un dispositivo ottico chiamato trasmettitore di illusioni. Il 21 ottobre 1980 ottenne il brevetto per il trasmettitore di illusioni, un dispositivo che la NASA continua ad utilizzare ancora oggi e che viene adattato per l'uso in chirurgia, oltre che per televisori e schermi video. Thomas è diventata capo associato dello Space Science Data Operations Office della NASA. L'invenzione di Thomas è stata rappresentata in un libro per bambini, in televisione e nei videogiochi.
Nel 1985, in qualità di manager della NSSDC Computer Facility, Thomas è stata responsabile di un importante consolidamento e riconfigurazione di due strutture informatiche precedentemente indipendenti, e le ha infuse con nuove tecnologie. Ha poi lavorato come responsabile del progetto Space Physics Analysis Network (SPAN) dal 1986 al 1990 durante un periodo in cui SPAN ha subito un'importante riconfigurazione ed è cresciuta da una rete scientifica con circa 100 nodi informatici ad una che collega direttamente circa 2.700 nodi in tutto il mondo. Al team di Thomas è stato attribuito lo sviluppo di una rete di computer che collegava le stazioni di ricerca di scienziati di tutto il mondo per migliorare la collaborazione scientifica.
Nel 1990 SPAN è diventato una parte importante del networking scientifico della NASA e di Internet di oggi. Ha anche partecipato a progetti relativi alla cometa di Halley, alla ricerca sull'ozono, alla tecnologia satellitare ed alla navicella spaziale Voyager.

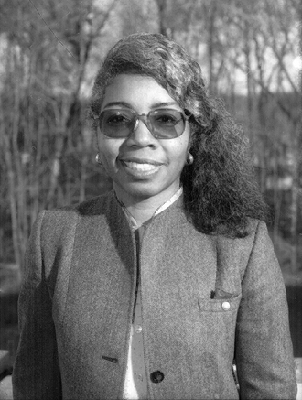
Valerie Thomas nel 1995

Ha fatto da mentore ad innumerevoli studenti del programma Mathematics Aerospace Research and Technology Inc. A causa della sua carriera unica e del suo impegno nel restituire qualcosa alla comunità, Thomas parlava spesso a gruppi di studenti delle scuole elementari, secondarie ed universitarie, nonché a gruppi di adulti. Come modello per potenziali giovani ingegneri e scienziati neri, ha fatto centinaia di visite a scuole ed incontri nazionali nel corso degli anni. Ha fatto da mentore a molti studenti che lavorano nei programmi estivi al Goddard Space Flight Center. Ha anche fatto da giudice nelle fiere della scienza, lavorando con organizzazioni come la National Technical Association (NTA) e Women in Science and Engineering (WISE). Questi ultimi programmi incoraggiano le minoranze e le studentesse ad intraprendere carriere scientifiche e tecnologiche.
Alla fine dell'agosto del 1995 si è ritirata dalla NASA ed ha ricoperto le sue posizioni di capo associato dell'ufficio operazioni dati di scienze spaziali della NASA, manager della capacità di risposta agli incidenti dei sistemi automatizzati della NASA e presidente del comitato educativo dell'ufficio operazioni dati di scienze spaziali.

### Pensionamento
Dopo il pensionamento, Thomas ha lavorato come associata presso l'UMBC Center for Multicore Hybrid Productivity Research. Ha anche continuato a fare da mentore ai giovani attraverso la Science Mathematics Aerospace Research and Technology, Inc. e la National Technical Association.

## Risultati notevoli
Nel corso della sua carriera, Thomas ha ricoperto posizioni di alto livello presso la NASA, tra cui dirigere la collaborazione LACIE (Large Area Crop Inventory Experiment) tra NASA, NOAA e USDA nel 1974, lavorare come assistente responsabile del programma per Landsat/Nimbus (1975-1976), gestire la NSSDC Computer Facility (1985), dirigere il progetto Space Physics Analysis Network (1986-1990) e prestare servizio come capo associato dello Space Science Data Operations Office. È autrice di numerosi articoli scientifici e detiene un brevetto per il trasmettitore di illusioni.

## Premi e riconoscimenti
Per i suoi successi, Thomas ha ricevuto numerosi premi tra cui il Goddard Space Flight Center Award of Merit e la NASA Equal Opportunity Medal.